# Hermandad de Nuestra Señora de los Dolores (Ciudad Real)

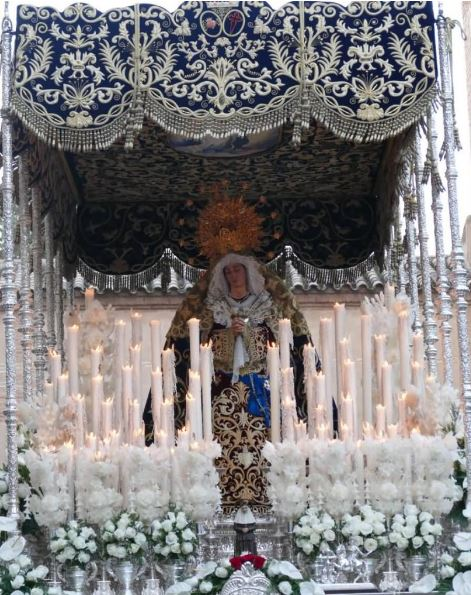
La Perchelera durante su recorrido por las calles de la ciudad

La Hermandad de Nuestra Señora de los Dolores de Ciudad Real es popularmente conocida como "La Perchelera", pues su residencia canónica es la parroquia de Santiago Apóstol, la parroquia del barrio del Perchel. Es una de las hermandades más numerosas debido a la gran devoción que esta imagen tiene en su barrio. Es, posiblemente, la imagen con más devoción de la ciudad. Así, realiza dos procesiones, una la tarde del Viernes de Dolores, por las calles de su barrio, en la que participan cientos de fieles vestidos de calle. La otra procesión, cerrando la Pasionaria de la parroquia de Santiago Apóstol.

## Historia
La Hermandad fue fundada en 1831 por la Venerable Orden Tercera de los Servitas Orden de los servitas. Desde su fundación, hacía su salida procesional el Viernes de Dolores por la feligresía de la Parroquia de Santiago a hombros de cuatro hermanos. En 1846 mantuvo un pleito en el Arzobispado de Toledo con la Hermandad de los Dolores de San Pedro, que se erigió en 1845, argumentando que en la misma ciudad no podía haber dos hermandades con igual advocación tal y como figuraba en su bula fundacional.
En acto de gratitud, la familia de Gaspar Muñoz y Josefa Jarava, su esposa, en 1858 organizaron un sermón de Acción de Gracias en la Solmene Función a Nuestra Señora de los Dolores el 21 de marzo del año referido por haberle salvado la vida y conservado la salud en 1855 durante el cólera que asoló Ciudad Real. Sufragaron las pinturas que se realizaron en la Capilla de la Virgen por Jesús Fernández Palacios con temas de la Pasión, destruyéndose parte de las mismas en la restauración de la parroquia efectuada en 1985.
En 1929 se funda como hermandad de penitencia por doce hermanos: Manuel Álvarez, que actuó como Hermano Mayor; Manuel Herencia, Manuel Baeza y nueve hermanos más. Tras recibir una subvención municipal para este fin acuerdan sacar la imagen en la Pasionaria de Santiago la tarde-noche del Jueves Santo. A partir de este año la hermandad contó con una rama de mujeres que procesionaba el Viernes de Dolores y otra de hombres con túnica que lo hacían el Jueves Santo. Ese mismo año se estrenó un palio y un magnífico manto color negro que aún se conserva, regalo del Excmo. Ayuntamiento, obra de las Madres del Servicio Doméstico 
Manuel Baeza se hizo cargo de la Hermandad en 1931, relevándose en el puesto Enrique Garrido Soto hasta el inicio de la Guerra Civil Española en 1936, cuando fue saqueado el templo de Santiago, destruida la imagen titular y se perdió todo el patrimonio de la Hermandad a excepción de los varales y el manto de procesión de la Virgen.
En 1939, al finalizar la Guerra Civil Española se reorganiza de nuevo la Hermandad a cargo de Enrique Garrido Soto como Hermano Mayor e la Sección de Hombres, y Joaquina Ochotorena como Presidenta de la Sección de Mujeres. La Imagen titular actual de la Virgen se adquirió en 1943 y procesionó en la Semana Santa de Ciudad Real de ese año bajo palio de diez varales, ocupando el cargo de Hermano Mayor Justino Muñoz.
El Regimiento de Artillería nº61 con guarnición en Ciudad Real fue nombrado Hermano Mayor Honorario Perpetuo en 1948, recibiendo esta distinción el entonces coronel José Vilanova Salcedo, acompañando a partir de entonces todos los años a la Hermandad una representación del mismo el Jueves Santo. Las Hermanas de la Cruz son camareras de la Virgen desde 1954. Hasta este año era la camarera María Luisa Muñoz Maldonado, propietaria de la finca Benavente en las proximidades de Alcolea de Calatrava, en la que existía un censo que recogía el abono de todas las salves que durante el año se ofrecían a la Virgen de los Dolores de Santiago. Posteriormente, la citada finca fue vendida a Ramón Medrano, quien siguió con esta costumbre hasta 1960.
Sandalio León Ruiz fue Hermano Mayor entre 1963 y 1969 y durante su mandato se hicieron grandes reformas en el paso, en la Casa Pax de Madrid. El Viernes de Dolores 9 de abril de 1965 se estrenó un nuevo paso del artista madrileño José Palacios hecho en madera y metal, con un coste de 125.000 pesetas, dotándola de candelabros de la Casa de Arte Español, por un importe de 18.000 pesetas y estrenándose estandartes con los misterios del Santo Rosario.
El paso fue portado en 1989 por 32 costaleros a dos hombros por dentro, ocupando el cargo de Hermano Mayor Francisco Muñoz Lorca. La salida la efectuó desde la Iglesia de Santiago por la actual puerta que da a la plaza, de rodillas y sin palio, que era montado en la calle una vez que había salido el paso del templo. De esta forma salió hasta el año 1991. 
El 50 Aniversario de la actual imagen se celebró en 1993 con diversos actos. La imagen de la Virgen recibió del Gobierno Militar la medalla de oro y la Hermandad organizó una procesión extraordinaria con nazarenos el Viernes de Dolores con asistencia de las Hermandades de Ciudad Real y algunas de la provincia. También se organizó una exposición conmemorativa con el patrimonio de la Hermandad en el Conservatorio.
El 50 Aniversario de la actual imagen se celebró en 1993 con diversos actos. La imagen de la Virgen recibió del Gobierno Militar la medalla de oro y la Hermandad organizó una procesión extraordinaria con nazarenos el Viernes de Dolores con asistencia de las Hermandades de Ciudad Real y algunas de la provincia. También se organizó una exposición conmemorativa con el patrimonio de la Hermandad en el Conservatorio.
Del mismo modo, el 75 Aniversario de la actual imagen se celebró en 2018 con diversos actos. Se organizó una exposición de enseres en el patio de exposiciones del obispado, así como un concurso de pintura sobre la titular de la Hermandad, finalizando dicho concurso con una exposición de las obras en el museo Villaseñor. El 15 de septiembre, coincidiendo con la festividad de Nuestra Señora de los Dolores, se realizó una procesión extraordinaria. Para la ocasión, la procesión salió de la catedral. Además, se inauguró un retablo de cerámica en la plaza de Santiago.
Tras la Función que celebra la Hermandad el Viernes de Dolores por la mañana desde 1998 y hasta la actualidad la imagen de la Virgen es trasladada en un paso portado a un hombro por hermanas al guardapasos.

## Imagen y Paso

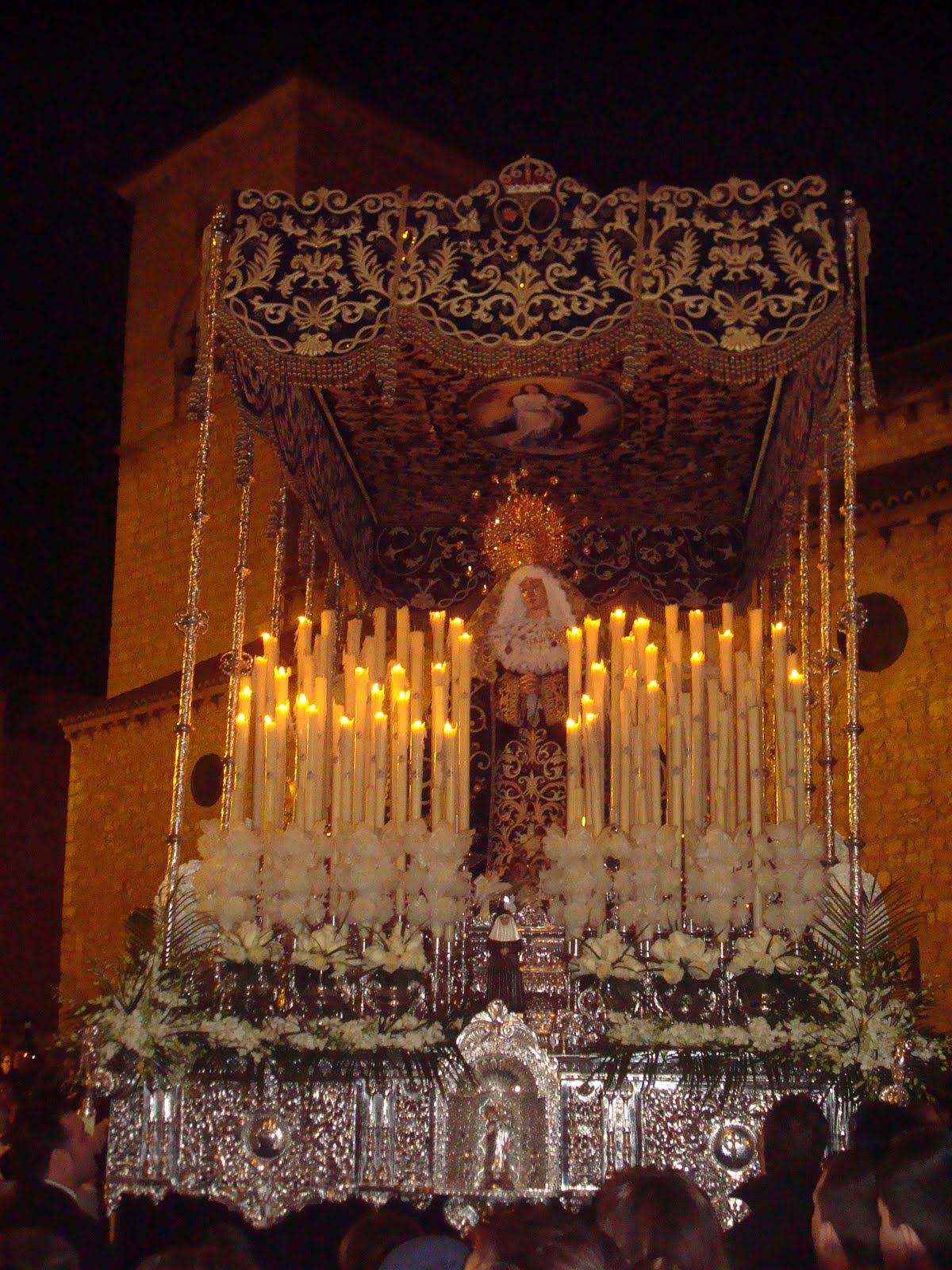
Palio de la Dolorosa

Nuestra Señora de los Dolores es una talla atribuida al taller del escultor valenciano Enrique Bellido Folgado y adquirida en la Casa Caderot de Madrid en 1942. La imagen es de candelero y de vestir, siendo la única dolorosa de la ciudad que presenta la mirada baja y las manos cruzadas en forma de oración.
La actual imagen ha sufrido tres restauraciones. La primera en 1950 por Antonio Lorenzo García Coronado y la segunda en 1988 por Santos Pastor, (Almagro). Su última y más profunda restauración data del año 2006, realizada por el imaginero sevillano Darío Fernández Parra.
El paso, estrenado en el año 2000, es de la orfebrería en metal sobreplateado de Ramón Orovio de la Torre (Torralba de Calatrava, Ciudad Real)
Presenta unas dimensiones de 2,15 metros de ancho por 3,95 metros de largo.
Posee varales en metal plateado labrados por los talleres Angulo en Córdoba (1992), respiraderos y maniguetas de la orfebrería en metal sobreplateado de Ramón Orovio (2000) autor también de los candelabros de cola (1996), de la peana (2001) y de la candelería (2003).
El paso se completa con dos juegos de jarras (1997) y un llamador de Manuel de los Ríos (1994). En la calle de la candelería se sitúa una imagen tallada y policromada de Santa Ángela de la Cruz. 

## Escudo
El escudo de la Hermandad se compone de dos óvalos azules, estando representado en el primero la Cruz de Santiago y en el segundo un corazón atravesado por siete puñales, símbolo de los siete dolores de la Virgen María. Sobre ambos, queda representada la Corona Real Española.

## Túnica
Blanca con botonadura color azulina con ribetes de cordoncillo de seda azulina, cíngulo de seda también azulina, capillo de raso blanco con borlas de seda azulina que lleva bordado en oro un crazón atravesado con siete puñales, simbólicos de los dolores de la Virgen. Capa de rasi azulina cn el brdado de la Cruz de Santiago en seda roja. Guante blanco y zapato negro.
Los hermanos portan cirios blancos.

## Procesiones del Viernes de Dolores y del Jueves Santo
VIERNES DE DOLORES:
Guardapasos (20:00h), Quevedo, Cañas, Plaza de la Inmaculada Concepción, Lirio, Norte, Plaza de Santiago, Ángel, Jacinto, Altagracia, Estrella, Elisa Cendrero, Calatrava, Ángel, Plaza de Santiago y Plaza de la Inmaculada Concepción, Guardapasos.
JUEVES SANTO:
Guardapasos (19:40h), Quevedo, Lirio, Norte, Plaza de Santiago (20:31h), Jacinto (20:33h), Estrella (20:46h), Toledo (21:00h), Rosa (21:18h), Caballeros (21:33h), Plaza del Carmen (21:51h), Azucena, Prado (22:16h), Mercado Viejo (22:33h), Plaza Mayor (22:36h), Cuchillería, Lanza (23:02h), Cardenal Monescillo (23:11h), Huertos, Quevedo (23:42h), Guardapasos (00:08h).